# Брикеты из биомассы
Брикеты из биомассы — один из видов  топливных брикетов, альтернатива газу, углю и древесине, экологически чистое топливо, которое изготавливается из сельскохозяйственных и древесных отходов. Материалом для них обычно служат опилки, солома, шелуха подсолнечника, гречки, льняная костра и множество других видов биомассы.
Брикеты из биомассы — экологически чистый способ отопления. Фактически топка происходит не полезными ископаемыми (уголь, газ, торф) и не ценным природным ресурсом (дрова), а отходами.

## Сырье и производство
Брикеты из биомассы  изготовляются из материалов органического происхождения и обычно используются для отопления и в качестве топлива для приготовления пищи. Сырьем для брикетов может служить рисовая шелуха, багасса,солома, скорлупа молотых орехов, твердые бытовые отходы, сельскохозяйственные отходы. Состав брикетов варьируется в зависимости от наличия исходного сырья. Сырье прессуется в брикеты, чтобы продлить время его горения и облегчить транспортировку.